# أدوبي إليستريتور
أدوبي إليستريتور (بالإنجليزية: Adobe Illustrator ، من الفعل الإنجليزي Illustrate بمعنى يوضّح) هو برنامج أنتجته شركة أدوبي لإعداد التصميمات من نوع الرسوميات الموجهة.
آخر نسخة Illustrator CC تمثل الجيل الخامس والعشرون من خط إنتاج البرنامج. وتضم العديد من المزايا الجديدة والمحسنة، من بينها إمكانية تعدد ألواح الرسم ضمن الملف الواحد، وفرشاة الدهان المشابهة لتلك الموجودة في أدوبي فلاش.
يُعد برنامج أدوبي إليستريتور المنتج المرافق لبرنامج فوتوشوب. بينما يُركّز فوتوشوب بشكل أساسي على التلاعب بالصور الرقمية والأنماط الواقعية في الرسوم التوضيحية الحاسوبية، فإن Illustrator يختص أكثر في تصميم النصوص (التيبوغرافي) والرسومات مثل الشعارات والمطبوعات.
في الإعلانات المبكرة التي نُشرت في مجلات تصميم الجرافيك مثل Communication Arts، كان يُشار إلى البرنامج باسم "The Adobe Illustrator". وقد تم إصدار نسخة Illustrator 88، وهو الاسم التجاري للإصدار 1.6، في عام 1988، حيث قدّم العديد من الأدوات والمزايا الجديدة.
وفي عام 1989، اختارت مجلة Byte برنامج Illustrator 88 كأحد الفائزين بجوائز Byte Awards ضمن فئة "التميز"، وذكرت أن Adobe "تقدمت على" منافستها المسيطرة سابقًا على السوق، Aldus FreeHand.

## الإصدار CC
من أهم الميزات التي دعمها الإصدار CC هي:
- ناقلات متقدمة لأدوات الرسم
- أدوات متقدمة للطباعة باللمس
- التعامل مع الخطوط بشكل أفضل
- أداء أسرع من الاصدارات السابقة
- القدرة على إنشاء تصاميم لصفحات ويب واضحة وللهواتف النقالة أيضا
- التلوين وإسقاط المنظور
- القدرة على استيراد ملفات متعددة في نفس الوقت مع نظام التحكم الجديد، Aylastrytvr
- القدرة على تصميم تصاميم ناقلات معقدة مع الميزات المتقدمة
- استخراج CSS
- القدرة على رسم مختلف التصاميم والأحجام تعتمد على جهاز معين لضبط الإنتاج
- تقديم الدعم الكامل للغة العربية
- متوافق مع الإصدارات المختلفة من نظام التشغيل Windows ونظام التشغيل Mac OS X

## وصلات خارجية
- الموقع الرسمي